# Айссати, Исмаил
Исмаил Айссати (нидерл. Ismaïl Aissati; родился 16 августа 1988 года, Утрехт, Нидерланды) — марокканский футболист, атакующий полузащитник. Выступал за сборную Марокко.
Воспитанник ПСВ из Эйндховена. В основной команде этого клуба в период с 2000 по 2005 год провёл в чемпионате Нидерландов 44 матча и забил 3 мяча, дважды становился чемпионом страны, в 2006 и 2008 году. В 2007 году выступал на правах аренды за «Твенте». В июле 2008 года подписал четырёхлетний контракт с амстердамским «Аяксом». В сезоне 2010/11 был арендован клубом «Витесс».

## Ранние годы
Исмаил Айссати родился 16 августа 1988 года в городе Утрехте. Родители Айссати приехали в Нидерланды из города Аит Тоузине, который находится на севере Марокко. Детство Исмаила прошло в районе Утрехта Тёйнвейке. Свою спортивную карьеру Исмаил начал в футбольной секции клуба ДСО из Утрехта. Позже Айссати перешёл в клуб «Элинквейк», который славился своей молодёжью. В своё время в этом клубе начинали свою карьеру такие футболисты, как Марко ван Бастен, Гералд Ваненбург и Ибрагим Афеллай.
В 2000 году в возрасте 12 лет Исмаил попал в футбольную школу ПСВ из Эйндховена. С этого момента он каждый день ездил из Утрехта в Эйндховен. С 2004 года Исмаил регулярно выступал за резервную команду ПСВ, тогдашний тренер молодёжного состава Рикардо Мониз, впечатлённый игрой Айссати, заявил, что футболист готов для первой команды ПСВ.

## Клубная карьера
В феврале 2005 года главный тренер ПСВ Гус Хиддинк провёл набор из молодёжного состава, взяв нескольких игроков: Тома Мёйтерса, Сеппа Де Ровера, Рюда Боффина, Андрея Ионеску и 16-летнего Айссати.
В составе ПСВ Исмаил дебютировал 28 августа в матче Эредивизи против «Роды», выйдя на замену в конце встречи вместо Филлипа Коку; матч завершился крупной гостевой победой ПСВ со счётом 0:3. Вскоре он дебютировал и в Лиге чемпионов; 19 октября в матче с итальянским «Милана» Айссати вышел с первых минут и был заменён лишь на 63-й минуте. Именно Исмаил стал самым молодым игроком ПСВ, когда либо принимавший участия в Лиги чемпионов, на тот момент ему было 17 лет и 64 дня. 1 ноября Айссати принял участие и в ответном матче против «Милана», в том матче он играл одну из ключевых ролей. ПСВ победил «Милан» со счётом 1:0, а Айссати за отличный проведённый матч получил множество похвальных слов от главного тренера ПСВ Гуса Хиддинка и полузащитника ПСВ Филлипа Коку.

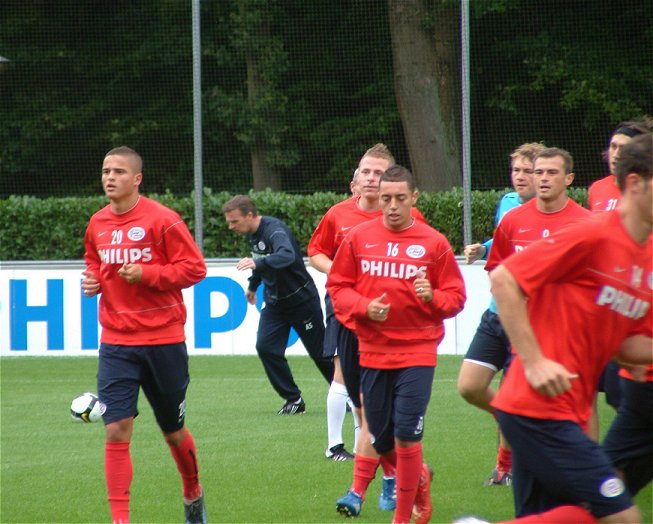
Айссати (№ 16) во время тренировки ПСВ

После ухода главного тренера Гуса Хиддиинка, ПСВ возглавил Рональд Куман, который с 1986 по 1989 год выступал в составе ПСВ. Куман заявил, что Айссати будет отдан в аренду в клуб «Твенте», для того, что бы игрок набрался опыта для игры в первой команде ПСВ. В «Твенте» Исмаил встретил двух бывших игроков ПСВ, а именно Фреда Рюттена и Рене Эйкелкампа, которые занимались в «Твенте» тренерской работой. Дебютировал за «Твенте» Айссати 20 января 2007 года в матче против «Валвейка», завершившийся гостевой победой «Твенте» со счётом 1:2. Всего за «Твенте» Айссати в чемпионате Нидерландов провёл 14 матчей и забил один мяч.
В сезоне 2007/08 Айссати вернулся в ПСВ, к этому времени главным тренером стал Ян Ваутерс, который был ассистентом предыдущего главного тренера Рональда Кумана. 7 мая 2008 года, Роджер Линз, являющийся футбольным агентом Айссати, заявил что Исмаил отказался от подписания нового контракта с ПСВ. Спустя некоторое время, 19-летний Айссати стал настаивать на разрыв его действующего контракта с ПСВ, но в дело вмешался амстердамский «Аякс», который договорился с ПСВ о продаже игрока. 21 июля 2008 года Исмаил заключил с «Аяксом» четырёхлетний контракт. Айссати стал четвёртым футболистом в истории ПСВ, который перешёл в «Аякс», до него это сделали Герт Балс, Петер Хукстра и Кеннет Перес.
Дебют Айссати в составе «Аякса» состоялся лишь 22 февраля 2009 года в матче против «Волендама», который завершился домашней победой «Аякса» со счётом 2:1, до этого Исмаил не мог выступать за клуб так как был травмирован. Спустя два месяца, 5 апреля 2009 года Исмаил забил свой первый гол за амстердамцев, это произошло в матче против «Роды», Айссати забил на 66-й минуте матча, который в итоге завершился гостевой победой «Аякса» со счётом 1:2. Всего в чемпионате сезона 2008/09 Айссати провёл 9 матчей и забил 1 гол.
В августе 2010 года Айссати был арендован на один сезон «Витессом». А же в 2012 году перешёл в турецкий клуб «Антальяспор», где за сезон провёл 28 матчей, забив три гола и отдав девять голевых передач. Летом 2013 года подписал трехлетний контракт с «Тереком». 28 августа 2015 года забил первый гол в составе грозненской команды в ворота «Урала» (3:3). Летом 2016 года у Исмаила истёк срок контракта с клубом и он его покинул в статусе свободного агента.
28 июля 2016 года Исмаил заключил контракт с турецким «Аланьяспором».

## Карьера в сборной
Айссати несколько раз выступал за молодёжную сборную Нидерландов. Впервые в молодёжную сборную Исмаил попал в 2005 году, для участия в отборочном матче чемпионата Европы против молодёжной сборной Словении.
Между тем, Айссати по прежнему мог выбирать за какую национальную сборную ему выступать, за Марокко или Нидерланды. На молодёжном чемпионате Европы 2006 года Айссати стал чемпионом Европы в составе молодёжной сборной Нидерландов. В финале «оранжевые» победили молодёжную сборную Украины со счётом 3:0, Айссати принимал участие во всех матчах, а по итогам турнира вошёл в символическую сборную чемпионата.
В июле 2008 года главный тренер олимпийской сборной Нидерландов Фоппе де Хан огласил состав сборной на Олимпийских играх 2008 в Пекине, Айссати в этом списке не оказалось, хотя ранее он значился в предварительном списке участников на пекинскую олимпиаду. В марте 2009 года Исмаил заявил, что определится с выбором национальной команды лишь в августе 2009 года, когда ему исполнится 21 год.
В итоге он выбрал сборную Марокко, за которую дебютировал 9 октября 2011 года в отборочном матче Кубка африканских наций 2012 против Танзании, завершившимся домашней победой марокканцев со счётом 3:1.

## Достижения
ПСВ
- Чемпион Нидерландов (2): 2006/07, 2007/08

«Аякс»
- Чемпион Нидерландов: 2011/12
- Обладатель Кубка Нидерландов: 2009/10

Сборная Нидерландов
- Чемпион молодёжного чемпионата Европы: 2006, 2007

## Клубная статистика
| Клуб             | Сезон            | Чемпионат | Чемпионат | Кубок | Кубок | Суперкубок | Суперкубок | Еврокубки | Еврокубки | Итого | Итого |
| Клуб             | Сезон            | Игры      | Голы      | Игры  | Голы  | Игры       | Голы       | Игры      | Голы      | Игры  | Голы  |
| ---------------- | ---------------- | --------- | --------- | ----- | ----- | ---------- | ---------- | --------- | --------- | ----- | ----- |
| ПСВ              | 2005/06          | 18        | 2         | 2     | 0     |            |            | 6         | 0         | 26    | 2     |
| ПСВ              | 2006/07          | 10        | 1         | 2     | 0     | 1          | 0          | 5         | 0         | 18    | 1     |
| ПСВ              | 2007/08          | 16        | 0         | 0     | 0     | 1          | 0          | 4         | 0         | 21    | 0     |
| ПСВ              | Итого            | 44        | 3         | 4     | 0     | 2          | 0          | 15        | 0         | 65    | 3     |
| → Твенте         | 2006/07          | 14+1      | 1         | 1     | 0     |            |            |           |           | 16    | 1     |
| → Твенте         | Итого            | 14+1      | 1         | 1     | 0     |            |            |           |           | 16    | 1     |
| Аякс             | 2008/09          | 9         | 1         | 0     | 0     |            |            | 2         | 0         | 11    | 1     |
| Аякс             | 2009/10          | 14        | 3         | 2     | 2     |            |            | 2         | 0         | 18    | 5     |
| Аякс             | 2010/11          | 2         | 0         | 0     | 0     | 0          | 0          | 0         | 0         | 2     | 0     |
| Аякс             | 2011/12          | 16        | 2         | 1     | 0     | 0          | 0          | 1         | 0         | 18    | 2     |
| Аякс             | Итого            | 41        | 6         | 3     | 2     | 0          | 0          | 5         | 0         | 49    | 8     |
| → Витесс         | 2010/11          | 29        | 4         | 3     | 2     |            |            |           |           | 32    | 6     |
| → Витесс         | Итого            | 29        | 4         | 3     | 2     |            |            |           |           | 32    | 6     |
| Антальяспор      | 2012/13          | 31        | 3         | 7     | 2     |            |            |           |           | 38    | 5     |
| Антальяспор      | 2013/14          | 2         | 0         | 0     | 0     |            |            |           |           | 2     | 0     |
| Антальяспор      | Итого            | 33        | 3         | 7     | 2     |            |            |           |           | 40    | 5     |
| Терек            | 2013/14          | 8         | 0         | 0     | 0     |            |            |           |           | 8     | 0     |
| Терек            | Итого            | 8         | 0         | 0     | 0     |            |            |           |           | 8     | 0     |
| Всего за карьеру | Всего за карьеру | 169+1     | 17        | 18    | 6     | 2          | 0          | 20        | 0         | 210   | 23    |

(откорректировано по состоянию на 10 ноября 2013 года)